# Tympanoctomys kirchnerorum
Tympanoctomys kirchnerorum – gatunek gryzonia z rodziny koszatniczkowatych (Octodontidae), jeden z trzech (obok żyjącego Tympanoctomys barrerae i wymarłego Tympanoctomys cordubensis) przedstawicieli rodzaju Tympanoctomys. Endemit południowo-środkowej Argentyny. Występuje na półpustynnych stepach z solniskami. Jest roślinożerny. Ze względu na niewielki zasięg, specjalizację ekologiczną i plany lokalnych przedsięwzięć gospodarczych należy do gatunków zagrożonych.

## Odkrycie gatunku
Gatunek został odkryty przez zespół naukowców z Centro Nacional Patagónico w składzie: Pablo Teta, Ulyses F. J. Pardiñas, Daniel E. Udrizar Sauthier & Milton Gallardo i po raz pierwszy naukowo opisany w 2014 na łamach Journal of Mammalogy.
Jest pierwszym od 50 lat gatunkiem ssaka odkrytego na terenie Patagonii.

## Nazewnictwo
Tympanoctomys wykazują duże podobieństwo do pozostałych członków rodziny koszatniczkowatych, ale jedną z istotnych różnic w anatomii jest szczególnie rozwinięta kość bębenkowa w części skroniowej czaszki. Ta cecha została zasygnalizowana w nazwie rodzajowej (gr. tympa czyli bęben; ang. tympanic bone = kość bębenkowa). Człon „octo-” w nazwie rodzajowej odnosi się do wspólnej cechy gryzoni z rodziny Octodontidae, u których powierzchnia żucia trzonowców ma charakterystyczny kształt „ósemki”. Końcowa część nazwy to łacińskie mys, czyli „mysz”. Epitet gatunkowy kirchnerorum jest eponimem mającym na celu upamiętnienie zmarłego prezydenta Argentyny Néstora Kirchnera i jego żony Cristiny Fernández de Kirchner.

## Genetyka
Tympanoctomys kirchnerorum ma w każdej komórce po cztery zestawy haploidalnych chromosomów (poliploidia). T. kirchnerorum i T. barraere to jedyne znane tetraploidalne ssaki – pozostałe gatunki ssaków (w tym człowiek) są  diploidalne. Garnitur chromosomowy T. kirchnerorum tworzy 18 par (2n=36) chromosomów; FN=102.

## Morfologia
T. kirchnerorum jest gryzoniem średniej wielkości, pod względem anatomicznym podobnym do krewnych z rodziny koszatniczkowatych, szczególnie do T. barrerae, aczkolwiek jest od niego wyraźnie mniejszy i zachowuje sporo odrębnych cech morfometrycznych. Tułów wraz z głową osiąga długość 111–136 mm przy masie ciała 50–80 g. Długość ogona: 111–120 mm, ucha 14–15 mm, a tylnej łapy 29–35 mm. Sierść jest wybarwiona na jasny, żółtawy kolor. Ogon jest długi – stanowi około 43-50% łącznej długości ciała i pokryty jest sierścią. Na końcu ogona występuje dłuższy włos tworzący „pędzel” podobny do zakończenia ogona koszatniczki pospolitej.

## Tryb życia
T. kirchnerorum wiedzie nocny tryb życia.

## Rozmieszczenie geograficzne
Tympanoctomys kirchnerorum to gatunek endemiczny, zasięg występowania obejmuje 5 stanowisk (solnisk stepowych) na obszarze prowincji Chubut w środkowo-południowej części Argentyny, w dolinie rzeki Chubut. Stanowiska są zlokalizowane na wysokości 500 m n.p.m.

## Ekologia
Podobnie jak inni przedstawiciele rodziny koszatniczkowatych jest roślinożercą, żyje jednak w specyficznym, zasolonym środowisku, porośniętym jedynie przez rośliny solniskowe. Jest dobrze przystosowany do życia na obszarach pustynnych. Do oczyszczania pokarmu z osadu soli wykorzystują swoje stopy, pędzel włosów ogona oraz sierść wokół jamy ustnej.

## Zagrożenia
Nowo odkryty gatunek jest zagrożony wymarciem. Ryzyko to zwiększają plany zwiększenia zasięgu hodowli owiec i projekty wydobycia uranu na terenach siedlisk tych gryzoni.